# Cigrovec
Cigrovec is een plaats in de gemeente Pregrada in de Kroatische provincie Krapina-Zagorje. De plaats telt 533 inwoners (2001).